# Plafond de verre
Pour les articles homonymes, voir Le Plafond de verre et Plafond.
Le plafond de verre (de l'anglais glass ceiling) désigne le fait que, dans une structure hiérarchique, les niveaux supérieurs ne sont pas accessibles à certaines catégories de personnes essentiellement en raison de mépris de classe, de discrimination raciale ou de sexisme. Il peut, de manière intersectionnelle, être le résultat de plusieurs de ces discriminations subies simultanément.

## Histoire
C'est une notion apparue aux États-Unis à la fin des années 1970. Elle reprend une notion présente dans le film d'Elia Kazan, Le Mur invisible (1947). Elle s'est fait connaître en 1986 à la suite d'un article publié dans le Wall Street Journal.

## Conceptualisations
La ségrégation à l'œuvre sur le marché du travail est double pour les femmes : à la fois horizontale (elles sont concentrées dans certains secteurs, confinées à certaines tâches) et verticale (elles peinent à accéder aux postes à responsabilité). La notion de « plafond de verre » s'est progressivement imposée dans la sociologie du travail et dans les sciences de gestion pour étudier la ségrégation verticale qui contraint les femmes dans leur carrière. 

À la fin des années 1980, Ann M. Morrison, Rendall P. White et Ellen Van Velsor, universitaires américains, publient l'ouvrage Breaking the Glass Ceiling,. Le terme est ensuite importé en France sous la plume de la sociologue Jacqueline Laufer, laquelle constate l'universalité du concept :
« Ce constat s'applique à tous les pays, à des degrés divers, et à toutes les organisations. Partout on constate que les femmes sont de plus en plus rares au fur et à mesure que l'on s'élève dans la hiérarchie et qu'elles demeurent minoritaires dans les postes de décision et de responsabilité de haut niveau. En France en particulier, la rareté des femmes en position élevée dans les entreprises, dans la fonction publique, dans les universités, au CNRS et dans les lieux de décision est désormais soulignée.» (p. 117-118)
Bien que dans l'article initial du Wall Street Journal, l'expression ait été utilisée pour souligner la difficulté d'accès des femmes aux postes supérieurs, elle est utilisée depuis pour d'autres catégories de personnes. Cette expression est maintenant répandue pour désigner tout cas où un individu est confronté à un réseau de pouvoir tacite, implicite, voire occulte, qui l'écarte d'un niveau de pouvoir ou de rémunération ou hiérarchique auquel il pourrait prétendre.

## En France
Le concept de « plafond de verre » connaît un certain succès depuis son importation dans les travaux français. Nombre de secteurs d'activité ont été, depuis les années 2000, analysés au prisme de ce concept, parfois rebaptisé pour mieux correspondre au milieu étudié. Par exemple, malgré un parcours à l’École Normale Supérieure, les normaliennes ont des difficultés à accéder au poste de professeure des universités. Plus les femmes ont été confrontées au plafond de verre dans leur cursus professionnel, plus fortes sont les chances d'impacts négatifs sur leur santé mentale.
En 2009, Béatrice de Gasquet décrit le « plafond de vitrail » auquel se heurtent les femmes dans les organisations religieuses. Pour décrire l'accès des femmes aux postes à responsabilité à l'École des hautes études en sciences sociales (EHESS), Isabelle Backouche, Olivier Godechot et Delphine Naudier préfèrent quant à elles et lui l'appellation « plafond à caissons ».

## Exemples  dans le monde
(mars 2021).
- Si vous ne connaissez pas le sujet, laissez ce bandeau (vous pouvez alors contacter les auteurs).
- Si vous supprimez le contenu mis en cause (vous pouvez préalablement contacter les auteurs),

argumentez précisément cette suppression dans la page de discussion
(un manque de référence n'est pas un argument ; une recherche réelle de référence doit avoir été effectuée, être formellement documentée).
- Le 8 mars 2019, en France, 51 chefs d’entreprises du SBF 120 et deux secrétaires d’État, signent une tribune pour lutter pour l’égalité des sexes et briser le plafond de verre. Les signataires de la tribune annoncent deux engagements : la publication systématique du taux de femmes aux postes d’encadrement et s’inspirer de la loi Pacte pour les mandataires sociaux, en s’assurant que pour chaque poste d’encadrement ou de direction une femme se trouvera toujours en phase finale du processus de recrutement[13].
- Selon une étude du CNRS, les critères d'évaluation pour une ascension hiérarchique semblent seulement prendre en compte les travaux théoriques et les dossiers. Les tâches de gestion de groupe et la logistique seraient pour les auteurs à intégrer dans lesdits critères[14].

- La firme Ernst & Young au Canada remarqua en 2003 que 50 à 60 % de leurs professionnels de niveau junior étaient des femmes. Au niveau supérieur (dit associé), ce pourcentage descendait à 16 %[15].
- L'étude de la composition des conseils d'administration des entreprises du CAC 40 démontre en outre qu'en 2013 les femmes ne représentent que 27 % des représentants des conseils d'administration[16].

- En France, Arlette Laguiller est la première femme, en 1974, à se présenter à l'élection présidentielle, 30 ans après l'ordonnance du 21 avril 1944 instaurant le droit de vote des femmes. Ségolène Royal est en 2007 la première femme à être présente au second tour de ce type d'élection. En 2017, Marine Le Pen est la seconde femme présente à un second tour présidentiel. Au total, 14 femmes ont été candidates : Arlette Laguiller (1974, 1981, 1988, 1995, 2002 et 2007), Huguette Bouchardeau (1981), Marie-France Garaud (1981), Dominique Voynet (1995, 2007), Corinne Lepage (2002), Christiane Taubira (2002), Christine Boutin (2002), Marie-George Buffet (2007), Ségolène Royal (2007), Nathalie Arthaud (2012, 2017, 2022), Eva Joly (2012), Anne Hidalgo (2022), Valérie Pécresse (2022) et Marine Le Pen (2012, 2017, 2022) contre 76 hommes sur la période 1947-2022. Dans le domaine de l'enseignement, Claudine Hermann a été la première femme à avoir été nommée professeur à l'École polytechnique, en 1992 [17],[18].

- Aux États-Unis, en 2009, 17 % des sièges parlementaires (75 sur 435) et 14 % des postes de gouverneur (7 sur 50) étaient occupés par des femmes. Les États-Unis n'ont pas encore élu de femme à la tête de leur gouvernement[19]. La première femme candidate à la vice-présidence dans un grand parti fut Geraldine Ferraro en 1984.

Les militantes du groupe La Barbe « remettent en cause le plafond de verre qui cantonne les femmes, et même les plus brillantes, à des positions subalternes ».
On peut aussi considérer la discrimination cachée envers les personnes issues de la « diversité », ou encore les personnes handicapées.
Dans l'entreprise, le plafond de verre peut prendre des formes diverses : notamment le diplôme d'origine (grandes écoles contre université, telle grande école réputée contre d'autres grandes écoles), appartenance à un cercle, à une obédience ou loge ou encore un parti politique.
Le plafond de verre peut être très localisé, un corporatisme, un cercle d'amis régionaux, être de la bonne vallée, etc.
L'expression est souvent employée dans les médias français, pour indiquer la difficulté du Front national à accéder à une majorité, suggérant un plafond invisible qu'il ne pourrait pas franchir,.